# Col de la Fenêtre (massif du Beaufortain)
Pour les articles homonymes, voir Col de la Fenêtre.
Le col de la Fenêtre est un col de France, à la limite des départements de la Savoie et de la Haute-Savoie. 

## Géographie
Situé à une altitude de 2 245 mètres, le col se trouve entre l'aiguille de Roselette au nord et la tête de la Cicle au sud, dominant à l'est le haut du val Montjoie et à l'ouest le haut de la vallée du Dorinet. Il est franchi par le GRP Tour du Pays du Mont-Blanc et une variante du GRP Tour du Beaufortain entre les cols du Joly au nord-ouest et du Bonhomme au sud-est.

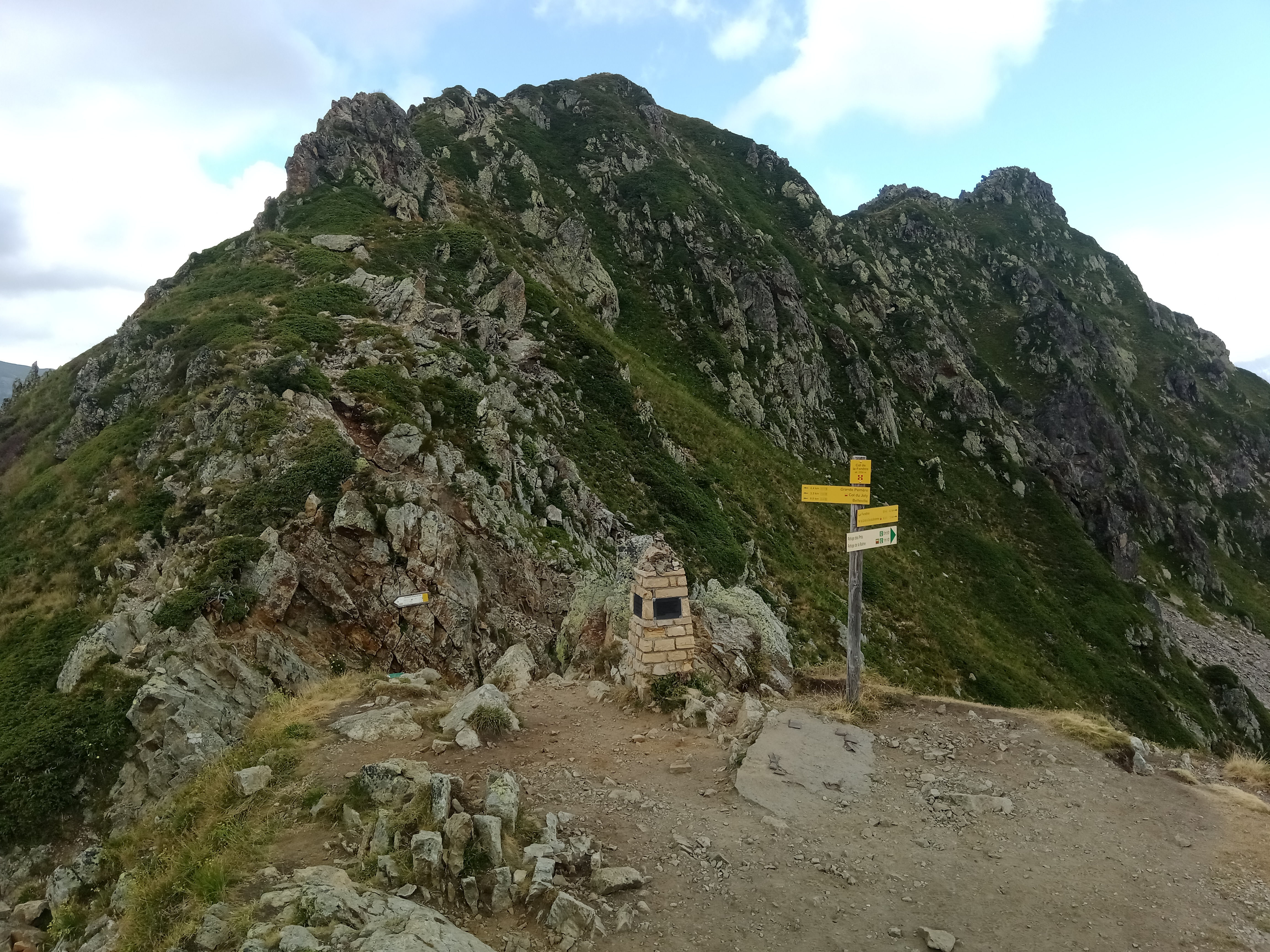
Vue du col avec les panneaux de randonnée, une borne maçonnée et en arrière l'aiguille de Roselette.